# Claus Hermann de Boor
Claus Hermann de Boor (* 12. Dezember 1848 in Hamburg; † 30. November 1889 ebenda) war ein deutscher Schlachtenmaler. Ferner war er Komponist von Märschen und militärischen Liedern sowie Autor von Texten dieser Lieder.

## Leben
Geboren als Sohn des Claus de Boor und der Amalie, geb. Siemsen, wurde Claus Hermann im Elternhaus erzogen. Neben der allgemeinen Bildung lernte er Musik bei Fritz Schmidt und Zeichnen bei Johann Georg Heinrich Ehrich, einem Schüler von Carl Ferdinand Sohn und Friedrich Wilhelm von Schadow an der Königlich-Preußischen Kunstakademie Düsseldorf. Im Frühjahr 1869 wurde de Boor Privatschüler des Historienmalers Wilhelm Camphausen in Düsseldorf, in dessen Haus er auch Wohnung und Atelier erhielt.

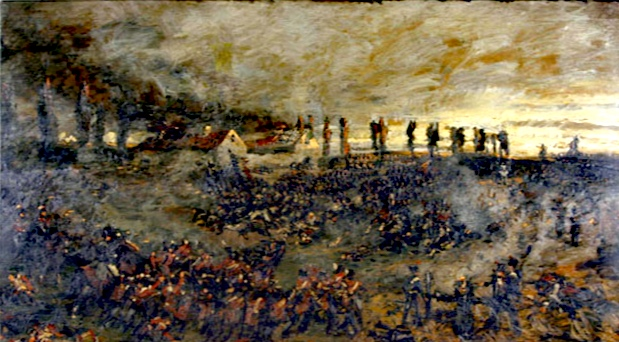
Waterloo, 1885

De Boor beschäftigte sich anfangs mit der Landschaftsmalerei, interessierte sich aber immer mehr für Militaria und wurde Schlachtenmaler. Der Deutsch-Französische Krieg lieferte ihm Themen für Schlachtenbilder. Oft begleitete ihn der englische Schlachtenmaler Ernest Crofts. De Boor besuchte auch die Schauplätze der Befreiungskriege. Die großformatigen Schlachtenbilder mit sorgfältig dargestellten Details wurden auf Kunstausstellungen in vielen deutschen Städten gezeigt.
An Tuberkulose erkrankt, verließ de Boor Düsseldorf 1879 und kehrte nach Hamburg zurück. Hier errichtete ihm sein Vater im Garten seines Hauses in der Rothenbaumchaussee 197 ein Atelier, das der Künstler zunächst noch allein, seit Anfang der 1880er Jahre zusammen mit der Porträtmalerin Julie Ploos van Amstel, geborene Unna (1848–1932), Witwe des Juristen Adrian von Ploos van Amstel, nutzte. Er heiratete Julie im August 1888. Die nächsten sieben Monate verbrachten die Neuvermählten überwiegend in Venedig.
Bald erkrankte de Boor an Augenleiden und starb völlig erblindet im nächsten Jahr im Alter von 41 Jahren.
In der Jugend musikalisch ausgebildet, komponierte Claus Hermann de Boor Märsche und Lieder zu eigenen Texten. Zwölf dieser Lieder erschienen im Musikverlag von Adolf Martin Schlesinger.